# Max Beesley

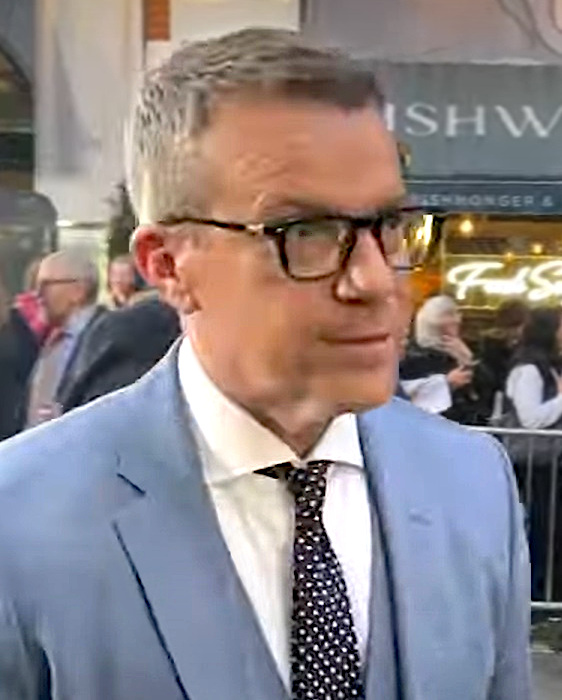
Beesley bei der Premiere von The Gentlemen im Jahr 2024

Maxton Gig Beesley junior (* 16. April 1971 in Manchester) ist ein britischer Schauspieler und Musiker.

## Leben
Beesley wurde 1971 als Sohn von Maxton Beesley Sr., einem Berufsmusiker, und der Jazz-Sängerin Chris Marlowe geboren. Seine Eltern ließen sich scheiden, als Beesley noch ein Baby war. Sein zweiter Vorname „Gig“ geht auf den US-Schauspieler Gig Young zurück. Beesley debütierte im Jahr 1983 in der Fernsehserie Last of the Summer Wine.

### Musikkarriere
Vor seiner Karriere als Schauspieler war Beesley bereits als Musiker aktiv gewesen. Er spielt Percussion, Schlagzeug und Klavier und besuchte im Alter von 11 Jahren Chetham’s School of Music in Manchester. Mit 17 wechselte er auf die renommierte Guildhall School of Music and Drama in London, wo er Schlagzeug, Klavier und Komposition studierte.
Schon nach kurzer Zeit wurde er von Paul Weller (The Style Council) abgeworben. Beesley tourte mit Paul Weller Movement als Percussionist und Keyboarder. Beesley war mit Take That als Tour-Percussionist unterwegs. Darüber hinaus tourte er mit den Brand New Heavies und Jamiroquai. Beesley war Mitglied der Jazz-Band Incognito, mit denen er acht Monate tourte, und war Special Guest bei James Browns Auftritt im Roundhouse in London. Er begleitete Brown dabei am Klavier.
Beesley war Studiomusiker bei Plattenaufnahmen, darunter Alben von George Benson, Earth, Wind & Fire, Chaka Khan, Aretha Franklin und Stevie Wonder. Er schrieb Musik für Mica Paris, Omar, Anna Caram, George Benson, Mel B. und Robbie Williams. Letzterer bot ihm 2002 an, ihn auf seiner 2003er-Tour als Percussionist zu unterstützen. Beesley begleitete Williams im Mittelteil der Show bei zwei Stücken auch auf dem Piano. Höhepunkt der Tour waren die Auftritte in Knebworth. Die drei Konzerte sahen pro Abend ca. 120.000 Menschen. Er war auch bei Williams’ Live8-Konzert in London in der Band. Im Jahr 2006 sah man ihn bei der Eröffnung von Williams’ Australien-Tour 2006. Dort ersetzte er während des Konzertes in Perth im Mittelteil während des Songs Rudebox den Schlagzeuger. Zusätzlich unterstützte er Williams 2006 an den Percussions und am Piano beim Privat-Konzert in den Londoner Abbey Road Studios.
Er veröffentlichte mit seiner eigenen Band Max Beesley’s High Vibes Anfang der 1990er-Jahre diverse Platten. Hier war er unter anderem auch am Vibraphon zu hören.

### Schauspielkarriere
Seine Musiker-Karriere bekam eine Wendung, als Beesley im Alter von 23 Jahren den Film Wie ein wilder Stier mit Robert De Niro sah. Er war so von de Niros Darstellung beeindruckt, dass er beschloss, Schauspieler zu werden. Er ging nach New York, um im Actors Studio Schauspiel zu lernen. Im Jahr 1997 erhielt er die Hauptrolle im BBC-Mehrteiler The History Of Tom Jones, A Foundling. Danach sah man ihn in den Filmen The Match und Five Seconds To Spare. In der Komödie Stirb später, Liebling spielte er 2001 die Hauptrolle eines Bankräubers, der eine selbstmordgefährdete Angestellte (Selma Blair) als Geisel nimmt. Weitere Hauptrollen spielte er in den Thrillern Hotel und The Last Minute aus demselben Jahr. Ebenfalls 2001 übernahm er die männliche Hauptrolle in dem Musikfilm Glitter – Glanz eines Stars von Vondie Curtis-Hall, in dem er an der Seite von Sängerin Mariah Carey die Rolle des DJ Julian Dice spielte. Der Film wurde ein Misserfolg; Beesley erhielt 2002 eine Nominierung für eine Goldene Himbeere als Schlechtester Nebendarsteller.
Im Jahr 2003 kamen seine Filme Red Roses And Petrol und The Emperor’s Wife ins Kino. Er drehte im Folgejahr für Mercedes-Benz mit Danii Minogue und Bryan Ferry den Kurzfilm The Porter. Im Jahr übernahm Beesley in Her Name Is Carla eine größere Rolle. Er komponierte zusammen mit einem weiteren Mitglied der Robbie-Williams-Band, Jeremy Milligan, die Filmmusik, die auf dem Filmfestival in Rom als beste Filmmusik ausgezeichnet wurde.
Ab 2006 konnte man ihn unter anderem als Hauptdarsteller in den Fernsehserien Bloodlines (neben Emma Pierson), The Last Enemy (mit Robert Carlyle) und der preisgekrönten Serie Bodies sehen. Letztgenannte wurde zudem ein Publikumserfolg. Ebenfalls Beachtung beim Publikum fand Beesley in der Rolle des Charlie Edwards in Hotel Babylon. Dort wirkte er in den Staffeln 1 und 2 mit. Nach seinem Ausstieg während Staffel 3 kam er nochmals während Staffel 4 für zwei Gastauftritte zurück. Von 2006 bis 2009 war Beesley als Tom Price in der BBC-Serie Survivors zu sehen und spielte 2011 in der Mini-Serie Mad Dogs. Beesley ist auch als Sprecher für Werbung und Fernsehsendungen tätig.

## Filmografie (Auswahl)
- 1999: Five Seconds To Spare
- 1999: The Match
- 2000: It Was An Accident

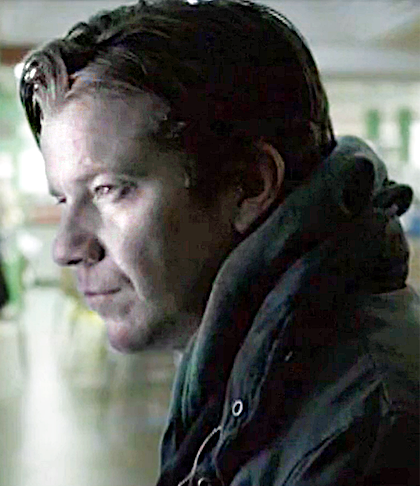
Max Beesley, 2011

- 2001: Stirb später, Liebling (Kill Me Later)
- 2001: The Last Minute
- 2001: Hotel
- 2001: Glitter – Glanz eines Stars (Glitter)
- 2002: Anita And Me
- 2003: The Emperor’s Wife
- 2004: Hart am Limit (Torque)
- 2005: Her Name Is Carla
- 2005: Hustle – Unehrlich währt am längsten (Hustle, TV-Serie, 1 Folge)
- 2006–2009: Hotel Babylon (TV-Serie, 22 Folgen)
- 2011–2013: Mad Dogs (TV-Serie)
- 2013: Pawn – Wem kannst du vertrauen? (Pawn)
- 2013: Suits (Fernsehserie, 7 Folgen)
- 2015: Homeland (Fernsehserie)
- 2017–2019: Jamestown (Fernsehserie)
- 2022: Operation Fortune (Operation Fortune: Ruse de Guerre)
- 2023: Hijack (Miniserie)
- 2024: The Gentlemen (Fernsehserie)